# Mikołaj Zarszyński (zm. po 1570)
Mikołaj Zarszyński herbu Odrowąż (zm. po 1570 roku) – chorąży sanocki w latach 1552-1570, stolnik sanocki w latach 1550-1552, poborca w ziemi przemyskiej i sanockiej w 1565 roku.
Poseł na sejm piotrkowski 1565 roku z ziemi sanockiej.